# Altötting
Altötting (pronunciación en alemán: /altˈʔœtɪŋ/ⓘ) es una localidad de la Alta Baviera, cabecera del distrito homónimo, en el estado de Baviera, Alemania. Es conocida por albergar la Capilla de Nuestra Señora de Altötting, principal destino de peregrinación para los cristianos católicos de Alemania.